# Šaludovac
Šaludovac (en serbe cyrillique : Шалудовац) est un village de Serbie situé dans la municipalité de Paraćin, district de Pomoravlje. Au recensement de 2011, il comptait 384 habitants.

## Démographie

### Évolution historique de la population
| 1948 | 1953 | 1961 | 1971 | 1981 | 1991 | 2002 | 2011 |
| ---- | ---- | ---- | ---- | ---- | ---- | ---- | ---- |
| 600  | 632  | 626  | 596  | 585  | 586  | 360  | 384  |

|  |